# Prybereżne (obwód żytomierski)
Prybereżne (ukr. Прибережне; hist. Pustocha) – wieś na Ukrainie, w obwodzie żytomierskim, w rejonie różyńskim.

## Urodzeni we wsi
- Mykoła Jarmoluk – ukraiński pisarz.
- Wołodymyr Serhijczuk – ukraiński historyk.